# Джебель-Туркман
Джебель-Туркман (араб. جبل تركمان‎, тур. Türkmen Dağı), также пишется Джабал-Туркман, Джебель-эль-Туркман, — горный хребет, являющийся частью горного массива Джебель-Ансария, расположенный на северо-западе Сирии в области Латакия, примыкающей к границе с Турцией. Хребет назван в честь живущих здесь сирийских туркмен.
Район горного хребета получил свою известность благодаря военной активности сирийской армии и российских авиаударов в конце 2015 года. Около 300 000 туркмен было эвакуировано с начала гражданской войны в Сирии, часть семей вынуждена была переехать в Турцию, а их место заняли алавиты, особенно в тех районах, которые находились под контролем правительственными войсками. Также именно на этом месте два турецких F-16 сбили один из двух российских истребителей Су-24, пролетавших над Сирией 24 ноября 2015 года. Оба пилота благополучно катапультировались, однако один из них был захвачен на земле и убит туркменскими войсками под командованием Альпарслана Челика.